# Зеленоватый тритон

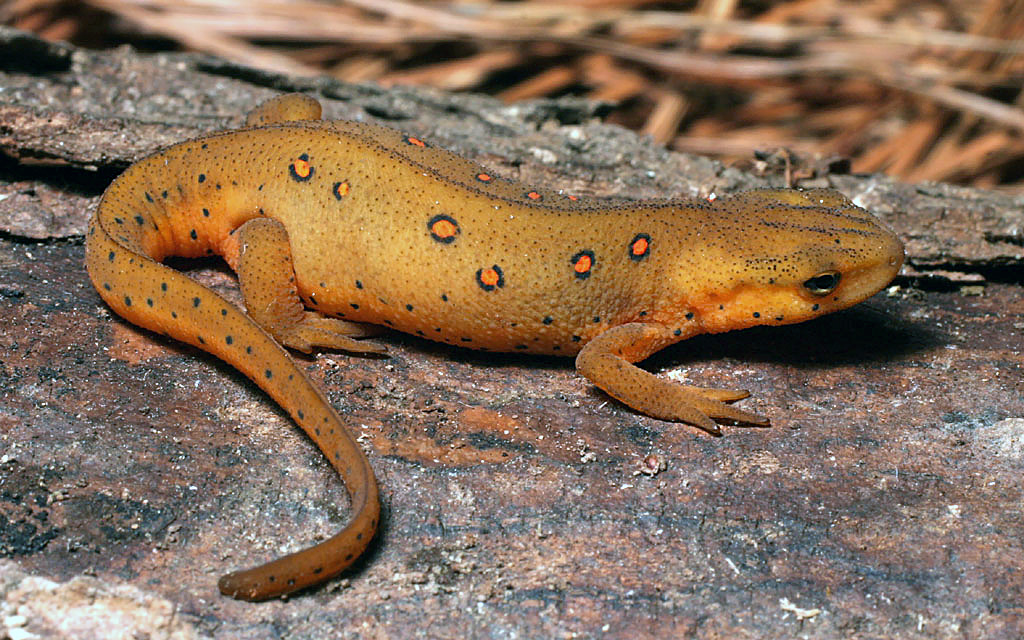

Зеленоватый тритон (лат. Notophthalmus viridescens) — хвостатое земноводное семейства настоящих саламандр. Обитает в восточной части Северной Америки.
Этот вид животных имеет 4 подвида:
- N. v. viridescens — самый распространенный подвид. На обеих сторонах туловища тритонов имеются маленькие оранжево-красные пятнышки, края которых чёрного цвета.
- N. v. louisianensis
- N. v. piaropicola распространён во Флориде. Тритоны этого подвида темнее других из-за недостатка красных пятен. А взрослые тритоны редко покидают воду.
- N. v. dorsalis обитает в Каролине. Имеет оранжево-красную расцветку, похожую на прерывистые полосы больше, чем на круглые пятнышки. Отсюда и название подвида.

Зеленоватые тритоны обитают в лесах, где есть маленькие озёра или пруды. В водной среде они могут жить вместе с рыбами. Когда тритоны чувствуют угрозу, их шкура выделяет ядовитые вещества. Тритоны живут от 12 до 15 лет и могут вырастать до 12,7 сантиметров в длину. Тритоны — также распространенное домашнее животное.

## Стадии жизни
У зеленоватых тритонов 3 стадии жизни: водяная личинка или головастик, красный тритон молодого возраста, который обитает на суше, и взрослый тритон, живущий в воде. Личинка имеет жабры и не покидает пруд, в котором она вывелась. Цвет личинок — коричнево-зеленый. Они сбрасывают свои жабры, когда наступает 2 стадия, в которой тритон ведет наземный образ жизни. Молодые тритоны интересны оранжево-красной окраской с темно-красными пятнышками, которые в свою очередь обведены черными кругами. Тритон может иметь 21 пятно на своем теле. Форма этих пятен неодинакова среди разных подвидов. В молодом возрасте тритон может совершать дальние путешествия от одного пруда к другому. Через 2-3 года он находит пруд и превращается во взрослого, который обитает в воде. Шкура взрослого тритона желтовато-зеленого цвета, но сохраняет красные пятнышки. У него большой и широкий хвост и скользкая шкура.

## Питание и среда обитания
Зеленоватые тритоны обитают в хвойных и лиственных лесах. Им необходим влажный климат. Чаще всего их можно встретить в грязной среде, а увидеть красных тритонов молодого возраста можно в лесу после дождя. Взрослые предпочитают обитать в грязной воде, но могут некоторое время находиться и на суше. Шкура восточных тритонов ядовита. Питаются тритоны насекомыми, моллюсками, ракообразными, молодыми земноводными и яйцами лягушек.

## Зеленоватый тритон как домашнее животное
Небольшая группа из 1-3 взрослых зеленоватых тритонов может жить в 40-литровом аквариуме, наполовину заполненном чистой водой. Он должен быть оснащен специальным фильтром. Аквариум не следует оставлять открытым, чтобы тритоны не убежали. Подходящая температура воды — от 16 до 21 градуса по Цельсию. 10-20 % воды следует подливать каждую неделю. Тритонов можно кормить дождевыми червями, морскими креветками или специальным кормом. Остатки еды следует извлекать из аквариума, чтобы избежать неприятного запаха.

## Интересные факты
В США тритон N. v. viridescens — официальное земноводное штата Нью-Гэмпшир.